# Carugo
Carugo là một đô thị ở tỉnh Como trong vùng Lombardia, có cự ly khoảng 30 km về phía bắc của Milano và khoảng 14 km về phía đông nam của Como. Tại thời điểm ngày 31 tháng 12 năm 2004, đô thị này có dân số 5.729 người và diện tích là 4,1 km².
Carugo giáp các đô thị: Arosio, Brenna, Giussano, Inverigo, Mariano Comense.